# 一大二公

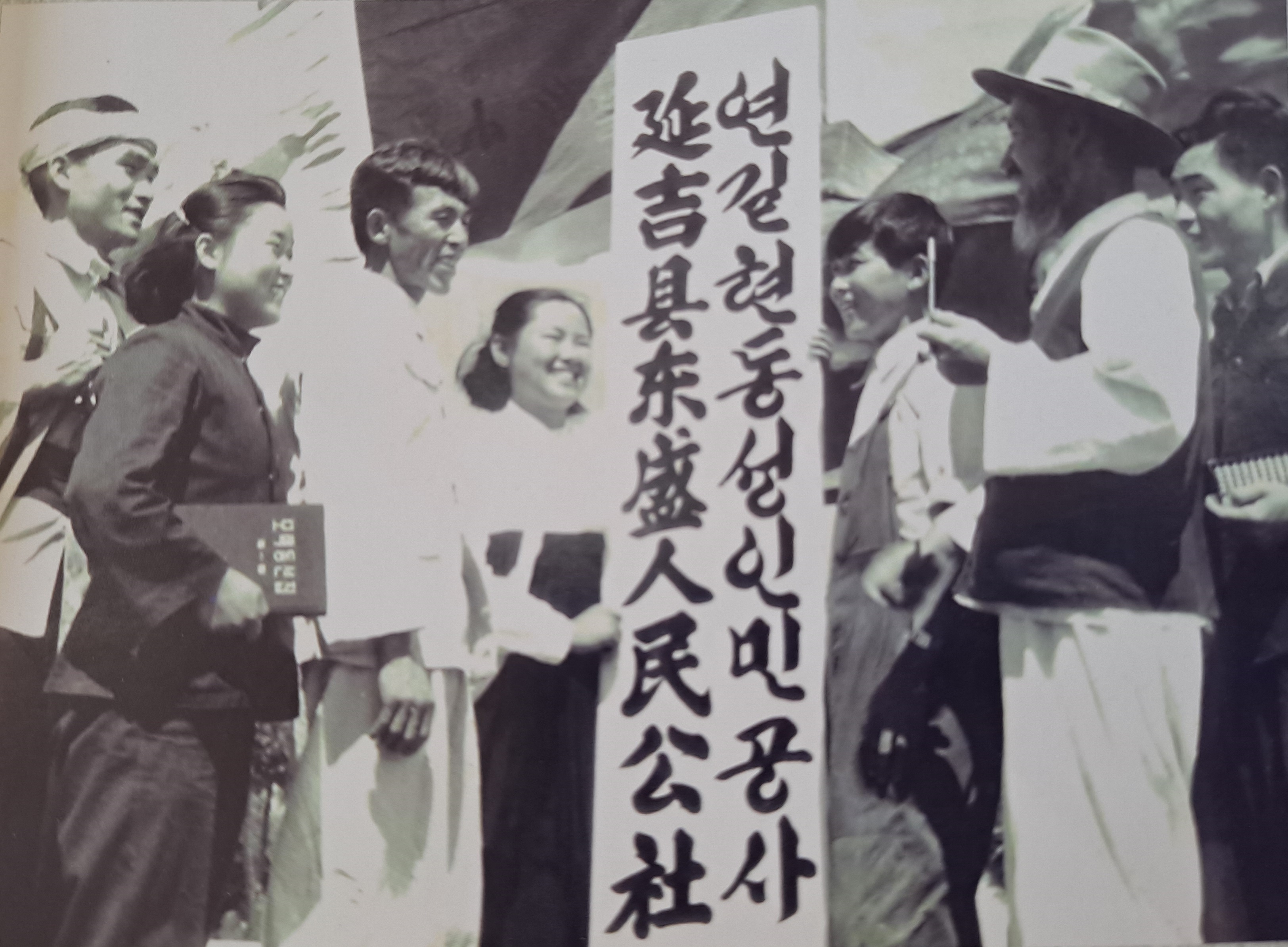
1958年8月，吉林省延边朝鲜族自治州延吉县东盛涌乡（今龙井市东盛涌镇）的“东盛人民公社”成立，是延边的第一个人民公社

一大二公，出自1958年9月3日的《人民日報》社論《高舉人民公社的紅旗前進》，该社论总结自毛泽东于1958年8月在北戴河举行的中共中央政治局扩大会议上的讲话。在此次北戴河会议上，毛泽东认为人民公社的特点是“一曰大，二曰公”。其中，“大”是指公社規模大，就是地大物博，人口众多，工农商学兵，农林牧副渔，人多势众；“公”是指公有化程度高，就是社会主义程度比合作社高，把资本主义的残余逐步去掉，如取消自留地、私养牲畜，搞公共食堂、托儿所、缝纫组，实行工资制度，搞农业工厂，破除资产阶级法权制度。